# Drama-teater-film
Drama-teater-film är det vetenskapliga studiet av drama, teater och film. Ämnet företräds i Sverige vid Umeå universitet och tidigare även vid Lunds universitet. Bland framstående drama-teater-film-forskare finns professorerna Ingvar Holm, Margareta Wirmark, Sverker R. Ek och Claes Rosenqvist.